# John (futbolista)
John Víctor Maciel Furtado  (Diadema, Estado de São Paulo, Brasil, 13 de febrero de 1996), más conocido como John, es un futbolista brasileño. que juega como portero en el Botafogo F. R. del Campeonato Brasileño de Serie A.

## Trayectoria

### Santos
Realizó una breve etapa de formación en el Sao Paulo y luego de unió al fútbol base del Santos, en donde llegó a ser una de los arqueros más prometedores del equipo Peixe. En 2015 con la salida de Aranha del conjunto santista fue llamado a entrenar por varias ocasiones con el primer equipo.
El 20 de enero de 2016 firmó su contrato con el Santos como futbolista profesional hasta 2021, siendo finalmente ascendido al primer plantel como tercera opción detrás de Vanderlei y Vladimir haciendo su debut no oficial el 8 de octubre jugando 25 minutos en un amistoso ante el Benfica que terminó empatado 1-1.

### Portuguesa Santista
El 11 de diciembre de 2018 fue cedido a Portuguesa Santista. Su primer partido con su nuevo equipo tuvo lugar el 20 de enero de 2019 por el Campeonato Paulista Serie A2 en una victoria en casa por 1-0 ante Nacional Atlético Clube. En el Briosa John comenzó todas las campañas logrando jugar 19 partidos y ayudando al equipo a terminar segundo en la primera ronda.

### Retorno al Santos
Luego de su gran campaña en el Campeonato Paulista 2019 - Serie A2 se dio su regreso al Santos para disputar el Campeonato Brasileño Sub-23 de 2019. Sus buenas actuaciones le sirvieron para tener propuestas de otros clubes como Paraná y Náutico. Pero todas las rechazó para mantenerse de esta manera en el equipo santista.
El 13 de diciembre de 2019 extendió su contrato con Santos hasta diciembre de 2023. Inicialmente una cuarta opción detrás de sus compañeros Éverson, Vladimir y João Paulo. Al comienzo de la temporada 2020 se convirtió en una segunda opción después de que Éverson presentara una demanda contra el club y fuera vendido al Atlético Mineiro por otra parte Vladimir actuó mal en la recta final del Torneo Paulista  y al lesionarse en el tramo inicial del Brasileirão 2020 y adicional a ello João Paulo contrajo COVID-19.
John hizo su debut oficial en la Serie A para el Santos el 14 de noviembre de 2020, comenzando como titular en la victoria en casa por 2-0 ante el Internacional siendo nombrado como el jugador del partido. Mientras tanto que en la Copa Libertadores debutó el 24 de noviembre jugando los 90 minutos completos y teniendo atajadas importantes en la victoria por 2-1 en condición de visitante sobre Liga de Quito.

### Inter de Porto Alegre
El año 2023 estuvo cedido en el Inter de Porto Alegre de la Serie A en el que además de disputar los campeonatos nacionales (Campeonato Gaúcho y Serie A), también pudo jugar la Copa Libertadores de la temporada 2023 dejando al equipo en cuartos de final, eliminatoria que estaba pendiente de disputarse cuando puso rumbo a  Europa. En total disputó 14 partidos en los que recibió 10 goles en contra.

### Real Valladolid
El 20 de agosto de 2023 se confirmó su cesión por una temporada con opción de compra al Real Valladolid C. F. de la Segunda División de España, equipo del que es propietario Ronaldo.

Comenzó su andadura en el equipo español como titular a pesar de la poca seguridad que daba, lo que acabó con pitos de su propia afición. Después de 11 jornadas de liga se lesionó y ya no volvió al equipo titular hasta el partido de segunda ronda de Copa del Rey contra el Espanyol en la que acabó eliminado su equipo. Finalmente el Botafogo anunció su fichaje el 4 de enero de 2023 una vez que el Real Valladolid C. F. aceptó finalizar la cesión en el mercado de invierno. Sus números en Europa son de 12 partidos jugados y 17 goles recibidos. 

### Botafogo
El 4 de enero de 2024 el Botafogo F. R. del Campeonato Brasileño de Serie A hizo oficial su fichaje tras negociar su traspaso con el Santos una vez el equipo español aceptó finalizar su cesión. Firma hasta el 2027.
En la rueda de prensa de presentación, el portero rechazó las comparaciones con Lucas Perri, portero del Botafogo en 2023.
En febrero, John sufrió una lesión muscular en el partido contra Nova Iguaçu, en el Campeonato Carioca, y fue reemplazado por Gatito Fernández. El portero ya se había perdido el inicio de la campaña del Glorioso en el Campeonato Carioca por una lesión muscular. John tiene un historial reciente de este tipo de lesión en su carrera.
Recuperado del problema muscular que lo tuvo alejado del equipo por alrededor de dos meses, John participó en el debut del Botafogo en la fase de grupos de la Libertadores, en el partido contra Junior Barranquilla, el 3 de abril de 2024, en el Estadio Nilton Santos.
John consigue consagrarse campeón de esa edición de la Copa Libertadores al vencer por un resultado de 3-1 a su rival  Atlético Mineiro .

## Selección nacional

### Juvenil
En 2013 fue convocado a la Selección Brasileña Sub-17 para jugar el Campeonato Sudamericano de la categoría que se llevó a cabo en Argentina, donde llegaron hasta la 3.ª posición. El 24 de abril de 2013 jugó los 90 minutos en su único partido con la selección contra la selección de Perú de la misma categoría en partido de la fase final que acabó con victoria brasileña 2-1.

## Clubes
Actualizado a 8 de diciembre de 2024.
| Club                           | División      | País          | Año           | Partidos Jugados | Goles Recibidos |
| ------------------------------ | ------------- | ------------- | ------------- | ---------------- | --------------- |
| Santos F. C.                   | Serie A       | Brasil        | 2015 - 2017   | 0                | 0               |
| Santos F. C. "B"               | Copa Paulista | Brasil        | 2017 - 2018   | 5                | 7               |
| A. A. Portuguesa (cedido)      | Paulista A2   | Brasil        | 2019          | 17               | 19              |
| Santos F. C.                   | Serie A       | Brasil        | 2019- 2023    | 28               | 32              |
| Inter de Porto Alegre (cedido) | Serie A       | Brasil        | 2023          | 14               | 10              |
| Real Valladolid C. F. (cedido) | 2.ª           | España        | 2023          | 12               | 17              |
| Botafogo F. R.                 | Serie A       | Brasil        | 2024-act.     | 50               | 38              |
| Total carrera                  | Total carrera | Total carrera | Total carrera | 126              | 123             |

## Palmarés

### Títulos nacionales
| Título                           | Club           | País   | Año  |
| -------------------------------- | -------------- | ------ | ---- |
| Copa São Paulo de Futebol Júnior | Santos F. C.   | Brasil | 2014 |
| Campeonato Paulista              | Santos F. C.   | Brasil | 2016 |
| Campeonato Brasileño             | Botafogo F. R. | Brasil | 2024 |

### Títulos internacionales
| Título            | Club           | Sede         | Año  |
| ----------------- | -------------- | ------------ | ---- |
| Copa Libertadores | Botafogo F. R. | Buenos Aires | 2024 |